# 那些年我們瘋狂的青春
《那些年我們瘋狂的青春》（英語：Yeh Jawaani Hai Deewani，或簡稱）是一部2013年印度印地語成長浪漫喜劇片，由艾安·穆科吉執導，主演陣容包括兰比尔·卡普尔、荻皮卡·帕都恭、阿狄提亞·羅伊·卡潑爾、卡琪·柯切林和古那爾·羅伊·卡潑爾。本片2013年5月31日在印度上映；在印度及海外市場獲得空前成功，成為印度史上最賣座電影排名第48位，在上映時也成為海外市場票房第十高的印度電影。

## 故事梗概
故事講述「邦尼」（兰比·卡普尔 饰）相約好友艾維（阿狄亞·羅伊·卡潑爾 飾）及艾迪提（卡琪·柯切林 飾）到馬納里旅遊及登山。另一方面，他們的中學同學，「書呆子」琳娜（荻皮卡·帕都恭 飾）一次偶然遇上艾迪提之後，忽然厭倦了自己一成不變的生活，所以決定加入他們的旅程。途中琳娜被邦尼吸引，但他即將會到國外留學。八年过去，邦尼和琳娜在好友的婚礼上重逢了，到底他們能否走在一起呢？

## 演員
- 兰比尔·卡普尔（Ranbir Kapoor）…… 飾演卡比爾·「邦尼」·塔帕（Bunny）
- 荻皮卡·帕都恭（Deepika Padukone）……飾演琳娜·塔瓦（Naina Talwar）
- 阿狄提亞·羅伊·卡潑爾（Aditya Roy Kapoor）……飾演艾維（Avi）
- 卡琪·柯切林（Kalki Koechlin）……飾演艾迪提·米拉（Aditi Mehra）
- 古那爾·羅伊·卡潑爾（Kunaal Roy Kapur）……飾演塔蘭（Taran）
- 伊芙琳·莎瑪（Evelyn Sharma）……飾演娜拉（Lara）
- 瑪都麗·荻西特（Madhuri Dixit）……特別演出舞曲「Ghagra」

## 外部連結
- 官方网站
- 互联网电影数据库（IMDb）上《那些年我們瘋狂的青春》的资料（英文）
- Box Office Mojo上《那些年我們瘋狂的青春》的資料（英文）
- 爛番茄上《那些年我們瘋狂的青春》的資料（英文）